# Paróquias da arquidiocese de Porto Alegre
A Arquidiocese de Porto Alegre é dividida em quatro Vicariatos: Porto Alegre, Canoas, Guaíba e Gravataí. Cada um destes vicariatos é dividido em áreas pastorais, por sua vez, por paróquias. Até o ano de 2010 eram 156 paróquias e 199 padres (entre diocesanos e religiosos).
Neste artigo são listadas todas as paróquias da arquidiocese com seu ano de fundação entre parênteses (algumas igrejas já existiam antes de sua elevação à categoria de paróquias).

## Paróquias Extraterritoriais
A Arquidiocese de Porto Alegre dentre as suas paróquias tem 2 paróquias extraterritoriais: Paróquia Universitária São Lucas Evangelista - (2003), Paróquia Estudantil Nossa Senhora de Fátima - (2002).

### Paróquia Universitária São Lucas Evangelista
No dia 24 de abril de 2003 o Arcebispo Dom Dadeus Grings cria por decreto em Porto Alegre a Paróquia Universitária São Lucas Evangelista e no dia 11 de maio de 2003 é instalada. Atualmente é pároco da Paróquia Universitária São Lucas Evangelista o Pe. Manoel Augusto Santos, que também é professor doutor na Faculdade de Teologia da PUCRS.
A paróquia universitária atende aos diversos grupos universitários das faculdades que estão localizadas no território da Arquidiocese de Porto Alegre, centraliza suas ações junto ao site oficial (oferece a toda comunidade universitária um acompanhamento espiritual).

### Paróquia Estudantil Nossa Senhora de Fátima
Aos 24 de março de 2002 o Arcebispo Dom Dadeus Grings instala junto ao Santuário Nossa Senhora do Rosário de Fátima no Bairro Rubem Berta, a primeira paróquia estudantil do Brasil, já que o santuário se encontra ladeado por dezenas de escolas de médio e grande porte, atendendo várias modalidades de ensino.
Atualmente, a paróquia estudantil é constituída por 27 escolas, em sua maioria, públicas, num total aproximado de 27.000 alunos e mais de 2.000 educadores. A paróquia estudantil localiza-se próxima ao Instituto de Educação São Francisco. Atualmente tem como pároco Pe. José Luiz Schaedler.

## Vicariato de Porto Alegre

### Área Centro
- Paróquia Nossa Senhora Mãe de Deus - (Catedral) - (1772)
- Paróquia Nossa Senhora da Conceição - (1889)
- Paróquia Nossa Senhora das Dores - (1832)
- Paróquia Nossa Senhora do Rosário - Santuário - (1832)
- Paróquia Nossa Senhora do Rosário da Pompéia - (1959)
- Paróquia Santo Antônio Pão dos Pobres - (1936)
- Paróquia Menino Deus - (1884)
- Paróquia Nossa Senhora do Líbano - (Maronita) - (1961)
- Paróquia Sagrada Família - (1916)
- Paróquia Santa Cecília - (1943)
- Paróquia Nossa Senhora da Piedade - (1916)
- Paróquia São Pedro - (1919)
- Paróquia Santa Teresinha - (1941)
- Paróquia Santíssimo Sacramento - (1970)
- Paróquia Nossa Senhora de Lourdes - (1927)
- Igreja São José
- Igreja Senhor do Bom Fim
- Igreja do Divino Espírito Santo - (1935)
- Igreja Mosteiro Nossa Senhora do Carmo
- Capela Nosso Senhor dos Passos - (Santa Casa)
- Capela São Rafael - Santuário - (1878)
- Capelania do Comando da 3ª Região Militar (Cmdo 3ªRM)

### Área Leste
- Paróquia Divino Mestre - (1969)
- Paróquia Mãe do Perpétuo Socorro - (2001)
- Paróquia Santo Antônio do Partenon - (1911)
- Paróquia São Carlos - (1960)
- Paróquia São Francisco de Assis - (1931)
- Paróquia São Jorge - (1952)
- Paróquia São José do Murialdo - (1954)
- Paróquia São Judas Tadeu - (1943)
- Paróquia Nossa Senhora da Glória - (1916)
- Paróquia Nossa Senhora da Paz - Santuário - (1968)
- Paróquia Nossa Senhora da Saúde - (1919)
- Paróquia Nossa Senhora Medianeira - (1942)
- Gruta de Nossa Senhora de Lourdes - Santuário - (1935)
- Santuário Arquidiocesano Mãe de Deus (2000)
- Paróquia São Sebastião Mártir - (1933)
- Paróquia São Luís Gonzaga - (1968)
- Igreja Mosteiro São Damião
- Igreja São Joaquim (Cemitério da Santa Casa)
- Igreja São Miguel (Cemitério São Miguel e Almas)

### Área Norte
- Paróquia Cristo Redentor - (1933)
- Paróquia Nossa Senhora do Caravaggio - (1968)
- Paróquia Nossa Senhora da Salette - (2001)
- Paróquia Santa Catarina - (1964)
- Paróquia São José do Sarandi - (1954)
- Paróquia Santa Rosa de Lima - (1966)
- Paróquia Divina Misericórdia - (2001)
- Paróquia Divino Pai Eterno - (2001)
- Paróquia Nossa Senhora do Rosário de Fátima - Santuário - (1956)
- Paróquia Jesus de Nazaré - (2001)
- Paróquia Madre Teresa de Calcutá - (2001)
- Paróquia São Cristóvão - (1988)
- Paróquia Nossa Senhora do Trabalho - Santuário - (1961)
- Paróquia Imaculado Coração de Maria - (1961)
- Paróquia Santa Ana - (1964)
- Paróquia São Vicente de Paulo - (1965)
- Paróquia Senhor Bom Jesus - (1952)
- Igreja Nossa Senhora de Fátima

### Área Oeste
- Paróquia Coração de Jesus - (1946)
- Paróquia Nossa Senhora Auxiliadora - (1919)
- Paróquia Nossa Senhora do Mont'Serrat - (1963)
- Paróquia São Manoel - (1957)
- Igreja da Ressurreição (no Colégio Anchieta)
- Paróquia Cristo Bom Pastor - (2001)
- Paróquia Nossa Senhora do Perpétuo Socorro - (1966)
- Paróquia Divino Espírito Santo - (1953)
- Paróquia Nossa Senhora de Fátima - (1950)
- Paróquia Santa Maria Goretti - (1957)
- Paróquia São João Batista - (1919)
- Paróquia São João Bosco - (1962)
- Paróquia São Vicente Pallotti - (1967)
- Paróquia Nossa Senhora dos Navegantes - Santuário - (1919)
- Paróquia Santíssima Trindade - (1970)
- Paróquia Santo Inácio de Loyola - (1996)
- Paróquia São Geraldo - (1924)
- Paróquia São Miguel - (1954)
- Igreja Nossa Senhora do Monte Claro
- Igreja Nossa Senhora da Boa Viagem

### Área Sul
- Paróquia Nossa Senhora da Assunção - (1978)
- Paróquia Nossa Senhora Aparecida - Santuário - (1959)
- Paróquia Nossa Senhora das Graças - (1908)
- Paróquia Santa Cruz - (1970)
- Paróquia Santa Flora - (1954)
- Paróquia Santa Luzia - (1970)
- Paróquia Sagrado Coração de Jesus - (1982)
- Paróquia São Martinho - (1968)
- Paróquia Santa Teresa de Jesus - (1968)
- Paróquia São Vicente Mártir - (1965)
- Paróquia Santa Clara - (1992)
- Santuário Schoenstatt - (1986)
- Paróquia Menino Jesus de Praga - Santuário - (1997)
- Paróquia Nossa Senhora Aparecida - (2001)
- Paróquia Nossa Senhora de Belém - (1943)
- Paróquia Nossa Senhora da Misericórdia - (1971)
- Paróquia do Santuário Santa Rita de Cássia - Santuário - (1968)
- Paróquia São Luís Orione - (2002)
- Paróquia São José da Vila Nova - (1927)
- Paróquia São João Paulo II - (2014)

## Vicariato de Canoas

### Área Centro-Oeste
- Paróquia São Luís Gonzaga - (1919)
- Paróquia Sagrado Coração de Jesus - (1976)
- Paróquia São Pio X - (1961)
- Paróquia Santa Rita - (1955)
- Paróquia Nossa Senhora de Loreto - 5º Comando Aéreo Regional (V COMAR)
- Paróquia Nossa Senhora Aparecida - Base Aérea de Canoas

### Área Niterói-Rio Branco
- Paróquia Imaculada Conceição - (1952)
- Paróquia Nossa Senhora de Caravaggio - (1970)
- Paróquia Nossa Senhora de Fátima - (1960)
- Paróquia Santa Maria Goretti - (1962)
- Paróquia Santo Antônio - (1965)
- Paróquia São Paulo Apóstolo - (1949)

### Área Leste
- Paróquia Nossa Senhora Aparecida - (1995)
- Paróquia Nossa Senhora da Conceição - (1968)
- Paróquia Nossa Senhora das Graças - (1955)
- Paróquia Nossa Senhora do Rosário - (2002)
- Paróquia Santa Luzia - (1975)
- Paróquia São Cristóvão - Santuário - (1956)

### Área Esteio
- Paróquia Imaculado Coração de Maria - (1940)
- Paróquia Nossa Senhora das Graças - (1953)
- Paróquia Santo Inácio- (1999)
- Paróquia Nossa Senhora Aparecida - (2001)

### Área Sapucaia do Sul
- Paróquia Nossa Senhora da Conceição - (1952)
- Paróquia Nossa Senhora de Fátima - (1957)
- Paróquia São José - (1967)
- Paróquia São Pedro - (2008)
- Paróquia Nossa Senhora Aparecida - (2010)

## Vicariato de Gravataí

### Área Alvorada
- Paróquia Nossa Senhora da Saúde - (1995)
- Paróquia Sagrado Coração de Jesus - (1988)
- Paróquia Santa Hedviges - (2000)
- Paróquia São José Operário - (1960)
- Paróquia Santo Antônio - (1970)

### Área Gravataí
- Paróquia Nossa Senhora dos Anjos - (1772)
- Paróquia Cristo Rei - (1988)
- Paróquia Nossa Senhora da Glória - (1952)
- Paróquia Nossa Senhora das Graças - (1952)
- Paróquia Santa Ana - (1985)
- Paróquia Santa Luzia - (1945)
- Paróquia Santo Hilário - (2001)
- Paróquia Sagrada Família - (2006)
- Paróquia São José (2006)
- Paróquia São Vicente Pai dos Pobres - (2007)

### Área Cachoeirinha
- Paróquia Divino Espírito Santo - (2005)
- Paróquia Nossa Senhora da Boa Viagem - (1971)
- Paróquia Nossa Senhora de Fátima - (1964)
- Paróquia Santa Luzia - (1985)
- Paróquia São Vicente de Paulo - (1955)

### Área Viamão
- Paróquia Nossa Senhora da Conceição - (1747)
- Paróquia Divina Providência - (2002)
- Paróquia Nossa Senhora Aparecida - (2003)
- Paróquia Nossa Senhora de Fátima - (1957)
- Paróquia Santa Cruz - (1982)
- Paróquia Santa Isabel - (1960)
- Paróquia Santa Teresinha - (1965)
- Paróquia São João Vianney - (1970)

## Vicariato de Guaíba

### Área Barra do Ribeiro
- Paróquia Nossa Senhora do Rosário - (1908)
- Paróquia São José - (1934)
- Paróquia Nossa Senhora Medianeira - (1990)
- Paróquia Nossa Senhora do Livramento - (1857)
- Paróquia Nossa Senhora da Paz - (1972)
- Paróquia Nossa Senhora de Fátima - (2002)
- Paróquia Santa Rita de Cássia - (2006)
- Paróquia Nossa Senhora do Rosário - (1931)
- Paróquia Santa Ana - (1961)

### Área Camaquã
- Paróquia Nossa Senhora dos Navegantes - (1960)
- Paróquia São João Batista - (1854)
- Paróquia São José da Fortaleza - (1957)
- Paróquia Nossa Senhora das Dores - (1959)
- Paróquia Nossa Senhora do Carmo - (1939)

### Área São Jerônimo
- Paróquia Santa Bárbara - (1944)
- Paróquia Santa Teresinha - (1945)
- Paróquia Nossa Senhora Aparecida - (2001)
- Paróquia Nossa Senhora dos Navegantes - (1957)
- Paróquia São Nicolau - (1945)
- Paróquia Santo Amaro
- Paróquia Nossa Senhora da Conceição - (1851)